# Honka (compagnie)
Honka (Honkarakenne Oyj) est un fabricant finlandais de maisons et constructions en bois massif.

## Histoire
L’entreprise Honkatuote est créée dans la ville de Lieksa à l’est de la Finlande en 1958 par les cinq frères Arvo, Viljo, Nestori, Reino et Eino Saarelainen. La société est alors spécialisée dans les constructions en bois massif. La première production voit le jour en 1962.
En 1963, Honka crée sa première maison en rondin à Järvenpää où elle installe son premier point de vente (et siège social actuel du groupe). La production démarre au rythme de 20 maisons par an. À la fin des années 1960, l'entreprise est renommée Honkarakenne Oy.
L’usine de Karstula est fondée en 1971. Un contrat de 250 maisons est signé avec le Japon.
En 1987, Honka entre à la bourse d'Helsinki.
En 1989, Honka achète la société Finwood et son usine d'Alajärvi, et se diversifie dans le lamellé-collé. En 1990, la société engage une politique de développement international.
Honka a été le premier fabricant de maisons en bois massif à obtenir le marquage CE pour toute sa production.
En 2005, Honka enregistre 78,2 millions euros de vente, et emploie 430 personnes.
En 2009, le footballeur Jean-Pierre Papin se fait construire une maison Honka Fusion.
En septembre 2009, la distribution des offres Honka est lancée à la Réunion. En octobre 2012, Honka obtient le label de traçabilité PEFC. En 2014, alors qu'Honka a vendu 83 000 constructions en bois depuis son lancement en 1958, Honka modernise ses unités de production pour porter sa capacité à 1 500 maisons par an, et fait certifier ses nouveaux matériaux anti-allergies.

## Description
Honka possède des filiales en France, au Japon et en Allemagne. Honka fabrique ses maisons uniquement avec du pin sylvestre des forêts du Nord.
Toute la fabrication de Honka provient de ses propres usines de Karstula et d’Alajärvi au centre de la Finlande. L’usine de Karstula est spécialisée dans la fabrication de rondins et celle d’Alajärvi en lamellé-collés.

## Prix
- 2008 : Premier prix d'architecture de Finlande pour la construction d'un restaurant en madrier non-tassant[6]